# Enlèvement d'Elizabeth Regina Mundi
L'enlèvement d'Elizabeth Regina Mundi a lieu le 30 avril 2022, pendant la crise anglophone au Cameroun.

## Contexte
Les séparatistes enlèvent fréquemment, généralement contre rançon, des fonctionnaires et surtout des enseignants, mais ils tuent aussi certains de ceux qu'ils accusent de « collaborer » avec le pouvoir central. Quelques personnalités connues, notamment des religieux et des hommes politiques, ont également été enlevées depuis 2017 mais ont été libérées.

## Enlèvement
Le 30 avril 2022, Elizabeth Regina Mundi, sénatrice du Rassemblement démocratique du peuple camerounais (RDPC), parti au pouvoir, se rend de Bamenda à son village pour assister à un enterrement. Aux alentours de 11 h, elle et son chauffeur sont enlevés à Bamenda par des membres des Forces de défense de l'Ambazonie (FDA). Le jour même de son enlèvement, une vidéo circule sur les réseaux sociaux montrant la sénatrice lire, manifestement sous la contrainte un texte en anglais réclamant notamment l'indépendance devant les drapeaux des FDA et de l'Ambazonie.

## Revendication des ravisseurs
L'enlèvement est revendiqué par deux branches des FDA, l'un exigeant une rançon et l'autre la libération de 75 des leurs, détenus à la prison centrale de Kondengui à Yaoundé en échange de la libération de la sénatrice et a en outre précisé que si le gouvernement ne cédait pas à leurs demandes, la sénatrice serait exécutée le 20 mai, date de la fête nationale,.

## Libération des otages
Le 31 mai 2022, l'armée camerounaise lance une opération militaire dans la localité d'Ashong pour libérer la sénatrice et les autres otages. Un détachement militaire tentait une approche de la cachette des séparatistes, lorsque ces derniers lourdement armés, ont ouvert un feu nourri tandis que leurs camarades tentaient de s'échapper avec les otages. Selon l'armée « une dizaine de terroristes ont été neutralisés ». À l'issue de l'opération, la sénatrice ainsi que d'autres otages, dont les identités restent inconnues, sont libérés.